# Fensterhandwerker

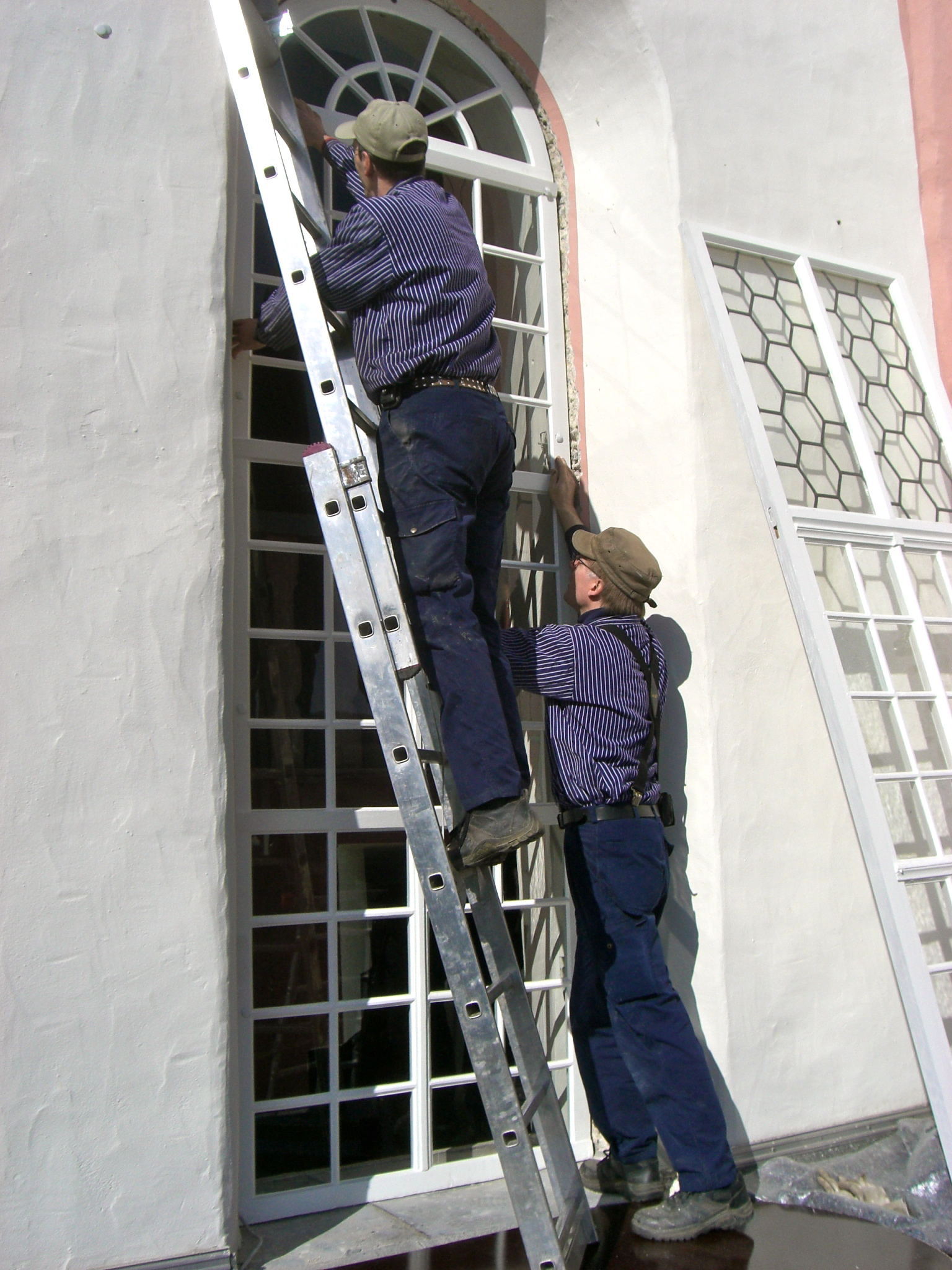
Fensterhandwerker bei der Restaurierung von Kirchenfenstern.

Fensterhandwerker ist das aus Schweden stammende Berufsbild eines selbständigen Restaurators historischer Fenster (Fönsterhantverkare) und Fensterbauers in der Denkmalpflege. Fensterhandwerker setzen historische Fenster mit traditionellen Handwerkstechniken unter der Verwendung historischer Materialien wie Leinöl und Leinölfarben instand. Schwedische Fensterhandwerker entwickelten spezielle Geräte und neue Handwerksmethoden, die auch in Deutschland besonders im Rahmen der Denkmalpflege eine substanzschonende Fensterinstandsetzung ermöglichen. Die Handwerkstechniken der Fensterhandwerker wurzeln in der traditionell gegebenen „Reparaturfähigkeit“ historischer Fenster.

## Handwerkstechniken

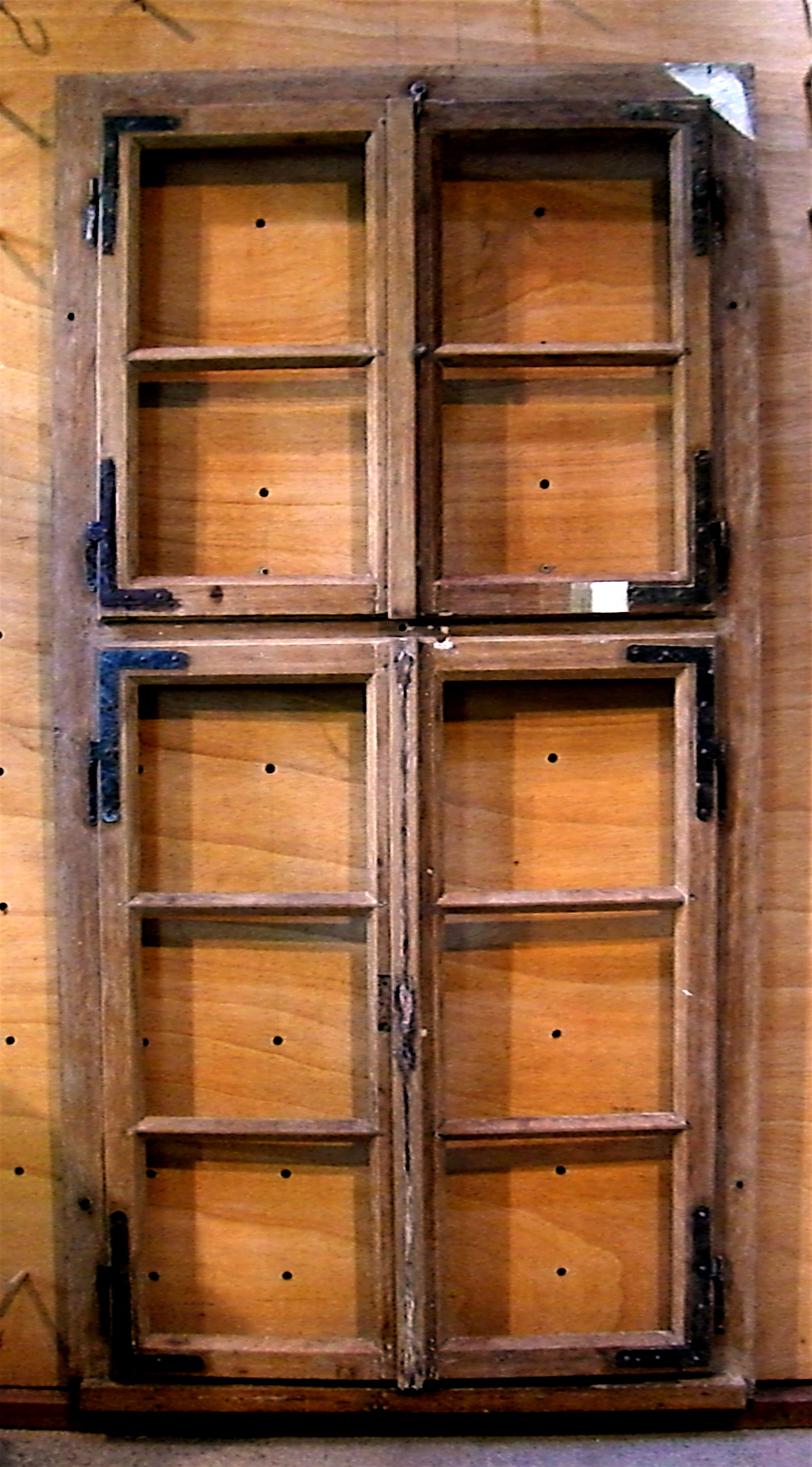
Historische Fenster wurden bis zum Zweiten Weltkrieg immer mit Leinöl konserviert und mit Leinölfarbe gestrichen. Die Wiederherstellung dieser Leinölkonservierung gehört zu den Grundprinzipien der Fensterhandwerker.

Die Instandsetzung historischer Fenster durch die Fensterhandwerker folgt der in Schweden auf der Grundlage historischer Handwerkstechniken und Materialien anknüpfenden Instandsetzungsmethode der Fönsterhantverkare. Fensterhandwerker verwenden traditionelle Materialien und Handwerkstechniken aller Arbeitsschritte, die mit der Herstellung und Reparatur historischer Fenster verbunden waren. 

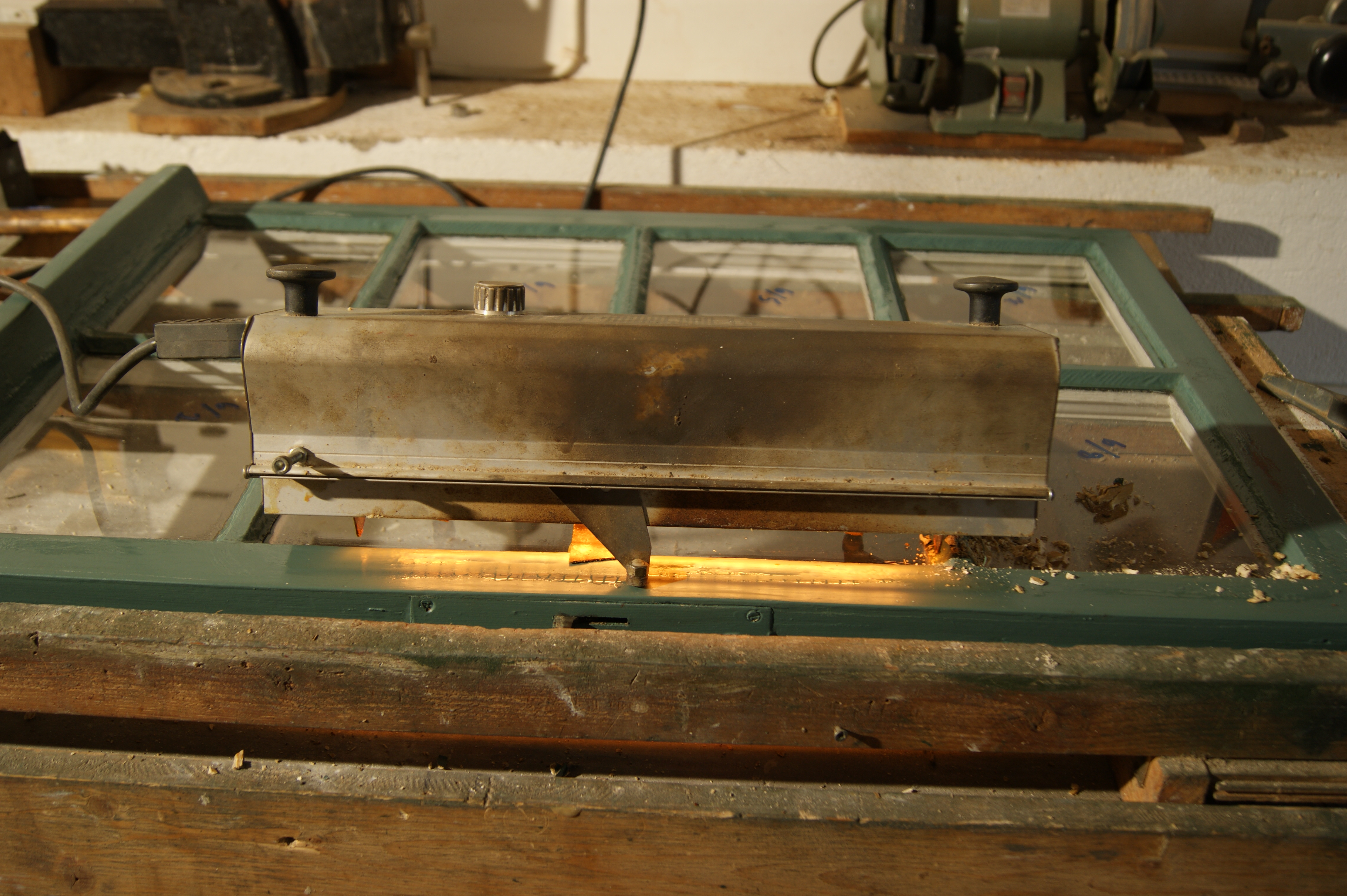
Die von Allbäck für das Fensterhandwerk erfundene „Kittlampe“ ermöglichte als erstes Gerät die substanzschonende Entfernung spröder Kittfasen durch Infrarotstrahlung.

 Die Arbeit der Fensterhandwerker beinhaltet daher historische Handwerksmethoden von Tischler, Maler, Glaser und Schmiede. Alle Bestandteile und Materialien eines historischen Fensters können so von einem Handwerker repariert und gepflegt werden. Die Entwicklung dieses Berufsbildes eines spezialisierten Fensterrestaurators ist mit der Herstellung von Leinölprodukten nach alten Rezepturen und mit der Erfindung spezieller Geräte verbunden. 

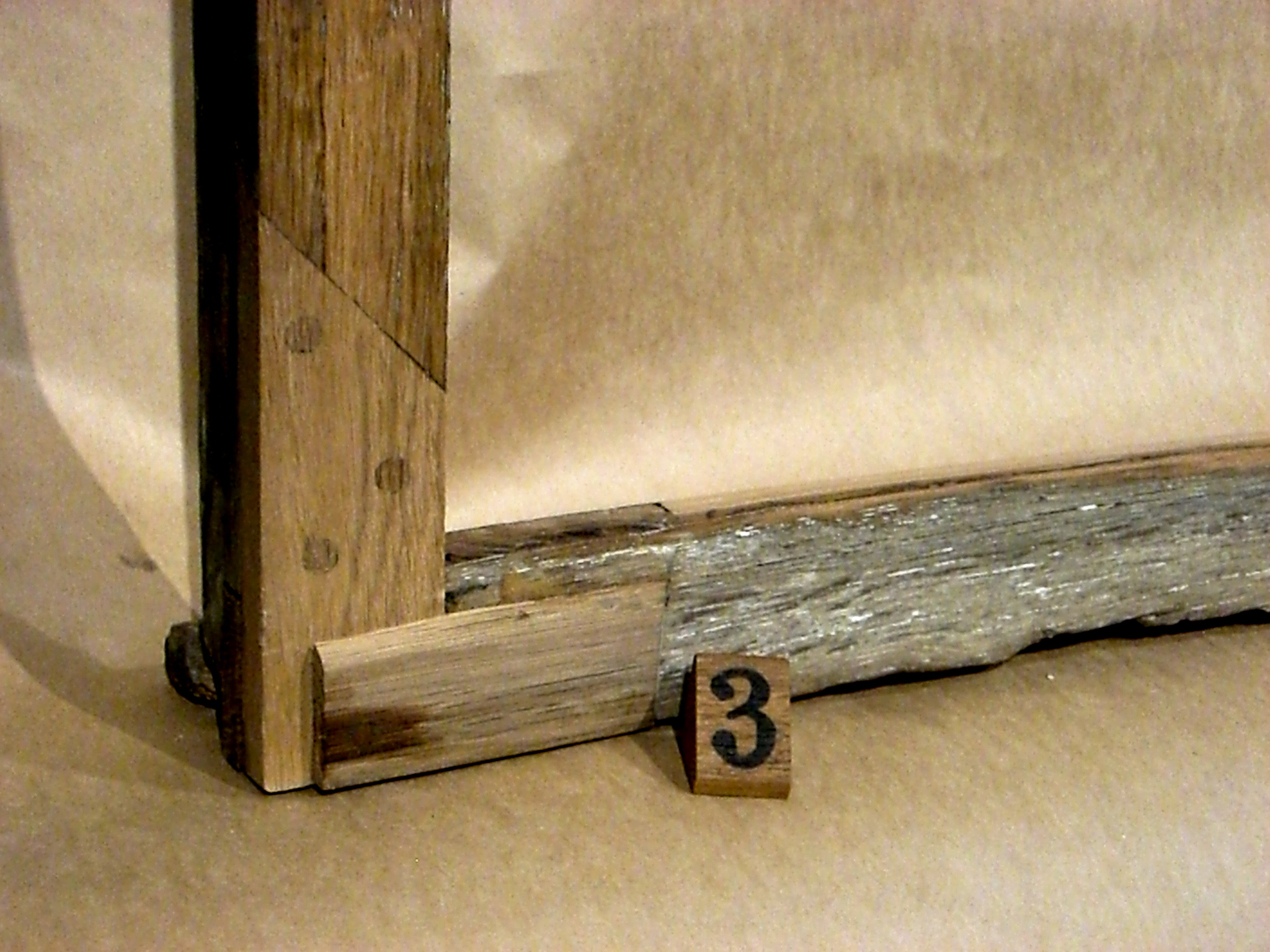
Reparaturen erfolgen ausschließlich mit traditionellen Reparaturtechniken, altem Fensterholz und beschränken sich auf das Notwendigste.

Die Etablierung des Berufs Fensterhandwerker beruht unter anderem auf der von Allbäck erfundenen „Kittlampe“, die eine substanzschonende Entfernung von altem Fensterkitt durch gezielte Infrarotstrahlung ermöglicht, und auf der Herstellung von Ölfarben nach überlieferten, traditionellen Rezepturen, die aus Leinöl und Pigmenten hergestellt werden. Die ausschließliche Verwendung von Leinölfarbe ohne Lösemittel ist ein Merkmal der Arbeit aller Fensterhandwerker. Auch durch diese Besonderheiten des Fensterhandwerks wurde die Reparatur und Pflege historischer Fenster nach der Methode der Fensterhandwerker wegweisend für die authentische Erhaltung, bzw. Wiederinstandsetzung von historischen Fensterbeständen in Deutschland im Rahmen der Denkmalpflege. Die denkmalgerechte, klar definierte Fensterinstandsetzung bzw. Fensterrestaurierung muss heute von der unpräzisen und mehrdeutigen Fenstersanierung unterschieden werden. Irreversible Veränderungen, die in die Substanz historischer Fenster eingreifen oder der komplette Austausch historischer Fenster werden heute als Fenstersanierung bezeichnet. Diese Veränderungen an historischen Fenstern sind mit den Rechtsgrundlagen des Denkmalschutzes in den deutschen Bundesländern jedoch nicht vereinbar. Die Arbeitsweise der Fensterhandwerker und ihre Grundsätze der Instandsetzung historischer Fenster entspricht den Denkmalschutzgesetzen der Bundesländer. Fensterhandwerker gestalten notwendige Verbesserungen reversibel und arbeiten daher eng mit den Denkmalbehörden zusammen. 

## Das Berufsbild

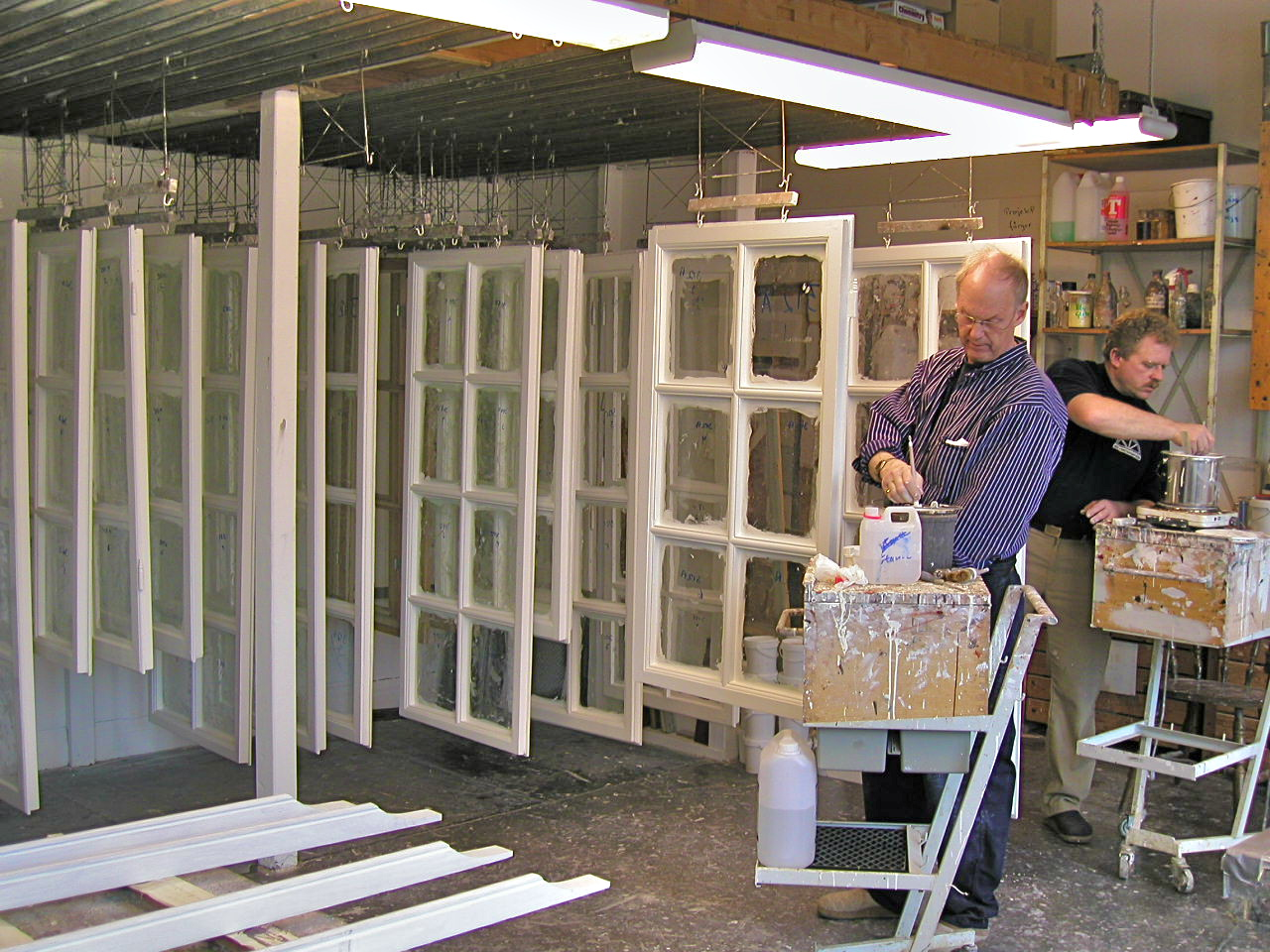
Der Begründer des Fensterhandwerks Hans Allbäck und ein Seminarteilnehmer arbeiteten in der Malerwerkstatt der Bjäresjö Skola.

Das Berufsbild des Fönsterhantverkare wurde von Hans und Sonja Allbäck 1982 und 1983 entwickelt. Ab 1985 wurden die ersten Fensterhandwerker in Ystad, Schweden ausgebildet. Seit dem Jahre 1995 ist das Berufsbild in Deutschland bekannt und seit dem Jahr 2000 wird der Beruf des selbständigen Fensterhandwerkers auch in Deutschland ausgeübt.
Die wichtigsten Merkmale des Fensterhandwerks:
- Nach dem Konzept der Begründer des Fensterhandwerks arbeiten Fensterhandwerker selbständig, unabhängig, eigenverantwortlich und kooperieren miteinander.
- Fensterhandwerker reparieren und pflegen alte Fenster aus Holz und Eisen unter der ausschließlichen Verwendung bewährter traditioneller Materialien. Zur Konservierung von Holz und Metall werden daher nur hochwertiges rohes und gekochtes Leinöl sowie reine Leinölfarbe verwendet.

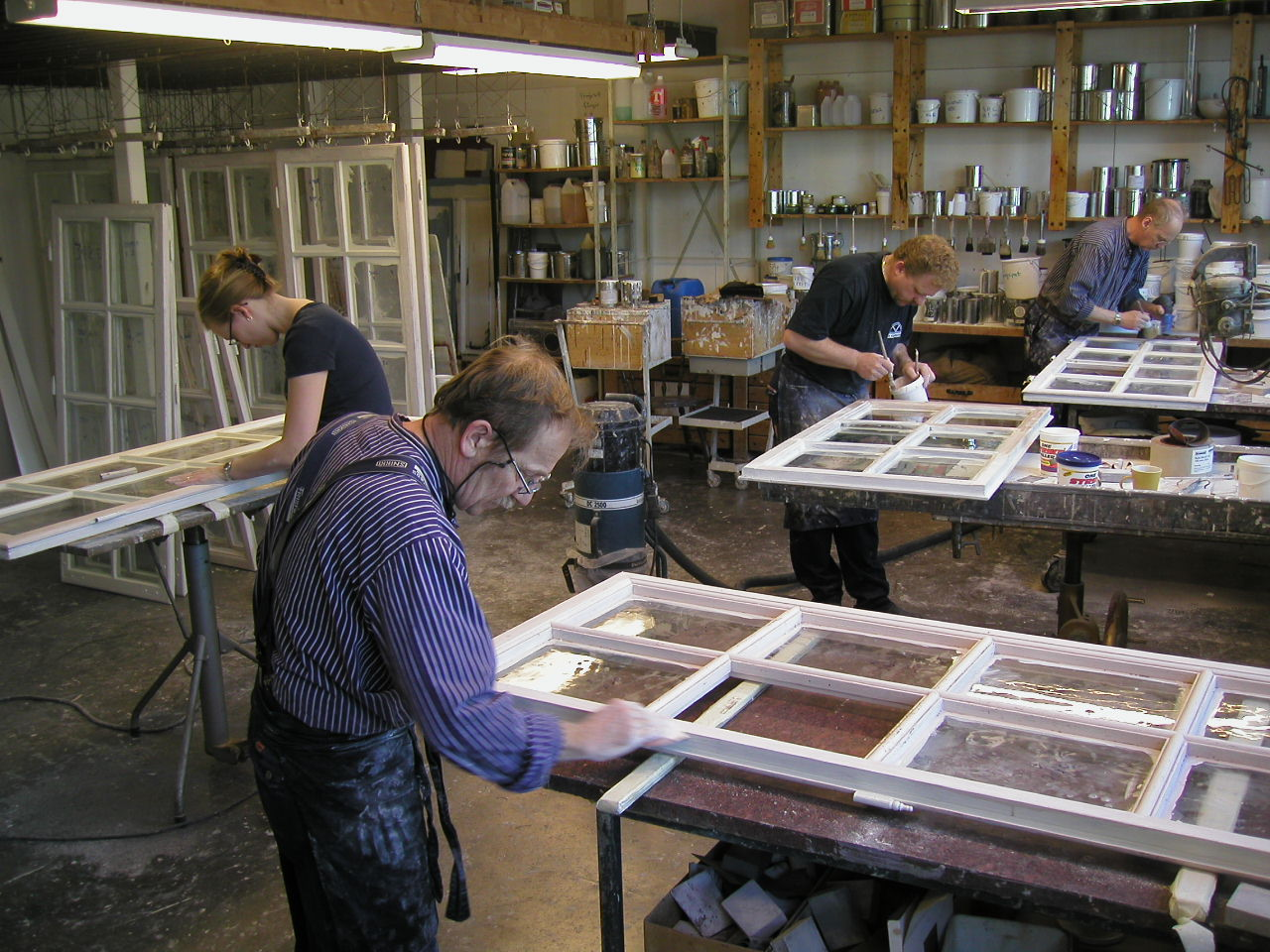
Ausbildung im Fensterhandwerk in der Bjäresjö Skola von Hans und Sonja Allbäck in Ystad, Schweden.

- Fensterhandwerker betrachten die Instandsetzung historischer Fenster als eine unteilbare Aufgabe. Sämtliche Schritte der Fensterinstandsetzung erfolgen aus einer Hand.
- Fensterhandwerker beachten die Werte und Vorgehensweise bei der Konservierung und Restaurierung von Denkmalen, wie sie 1964 in der Charta von Venedig festgehalten wurden.
- Fensterhandwerker entfernen keine historische Substanz, wo es nicht für die Wiederherstellung eines historischen Fensters unbedingt erforderlich ist. Maßnahmen, die der funktionalen Verbesserung von Fensterverschlüssen dienen, werden von Fensterhandwerkern reversibel ausgeführt.

## Ursprünge
Das Berufsbild wurde in Schweden entwickelt, wo heute ungefähr 200 Fensterhandwerker arbeiten. Die traditionellen Reparaturmethoden von historischen Fenstern wurden aufgegriffen und in einem eigenen Berufsbild zusammengefasst. Die Ausbildung zum selbständigen Fensterhandwerker begann in der von Hans und Sonja Allbäck in Ystad (Schweden) im Jahr 1985 gegründeten „Bjäresjö Skola“. Anfang dieses Jahrhunderts wurden Teile der Ausbildung zum Fensterhandwerker von Schweden nach Finnland verlegt. Die Grundlagen und Prinzipien des in Schweden entwickelten und praktizierten Fensterhandwerks, sowohl in Bezug auf die Restaurierung historischer Fenster als auch in Bezug auf das Berufsbild des „selbständigen und unabhängigen Fensterhandwerkers“, werden auch in Werkstätten von Fensterhandwerkern vermittelt.

## Fensterhandwerker in Deutschland

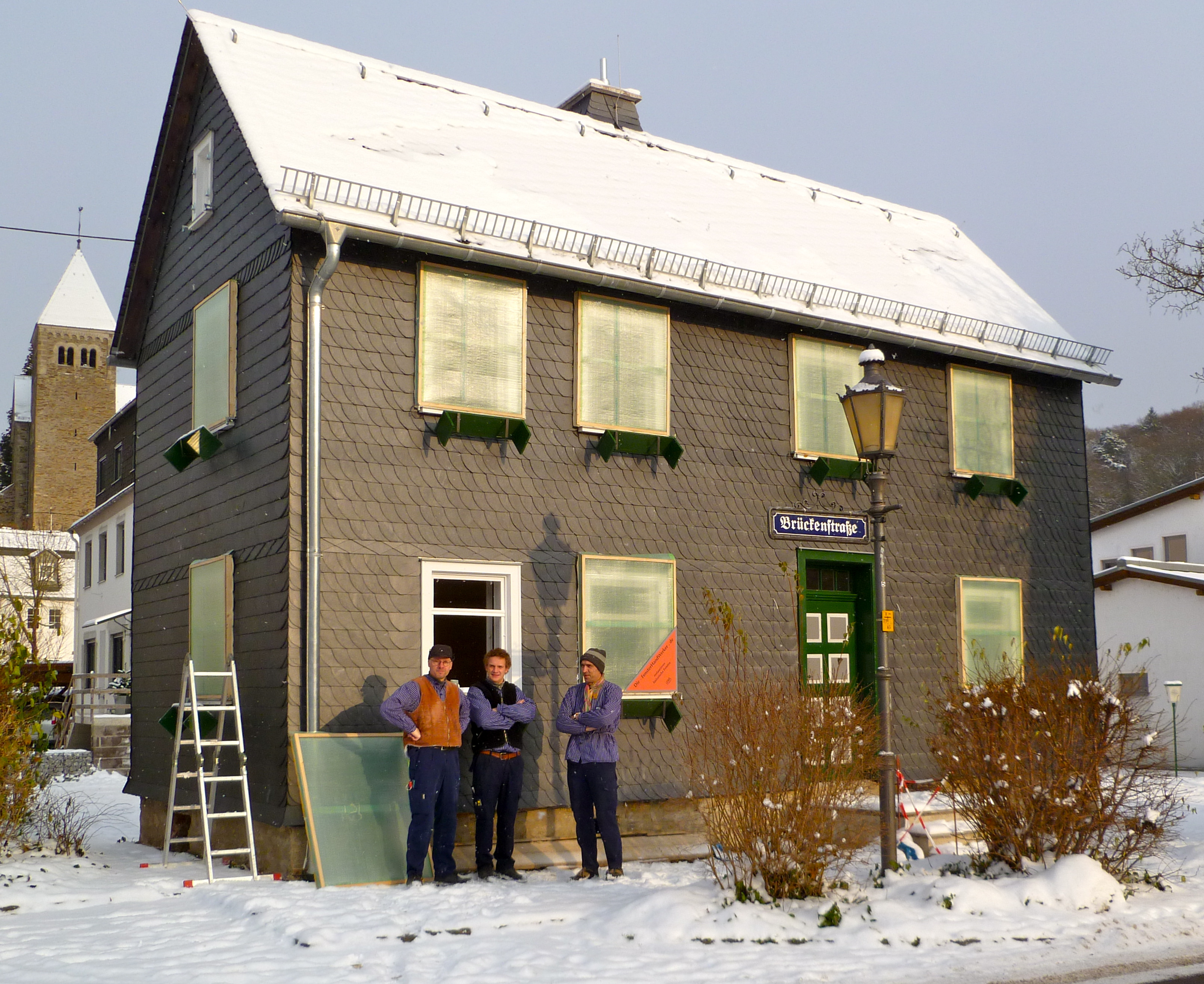
„Baufenster“ mit Dämmfolie schließen im Winter die Fensteröffnungen während der Instandsetzung. Die Flügel werden in den Werkstätten der Fensterhandwerker restauriert.

Im Jahr 1997 wurde das Fensterhandwerk in Deutschland eingeführt: die Stadt Leipzig ermöglichte ein Pilotprojekt, in dem die Methode der Fensterinstandsetzung der Fensterhandwerker exemplarisch durchgeführt wurde. Im Gefolge wurde das Fensterhandwerk in Deutschland von Handwerkern des Tischler- und Malerhandwerks weiterentwickelt. Die Besonderheiten im deutschen historischen Fensterbau wurden bei der Weiterentwicklung des Fensterhandwerks mit berücksichtigt, da schwedische Fenster aus nordischer Fichte konstruiert wurden, während in Deutschland traditionell Eiche und Lärche verwendet wurden. Aus diesen Handwerkern haben sich selbständige Fensterhandwerker im Sinne des schwedischen Berufsbildes Fönsterhantverkare entwickelt, die seit dem Jahr 2000 eigene Werkstätten gegründet haben. Über die Zahl der in Deutschland tätigen Fensterhandwerker, deren Berufsbild mit dem schwedischen Berufsbild Fönsterhantverkare identisch ist, liegen keine verlässlichen Quellen vor. Selbständige Fensterhandwerker in Deutschland vermitteln Handwerkern unterschiedlicher Handwerksberufe, die eine Berufsausbildung abgeschlossen und das 18. Lebensjahr erreicht haben, das Fensterhandwerk. Diese Fortbildung zum selbständigen Fensterhandwerker, der ausschließlich historische Fenster instand setzt und instand hält, ist in Deutschland nicht institutionell reguliert. In Schweden gibt es das Bestreben, den Gesellen- und Meisterstatus im Berufsbild Fensterhandwerker anzuerkennen. In Deutschland ist das Berufsbild durch die Handwerksordnung nicht geschützt, da es, wie auch das Berufsbild Restaurator, nicht in die Handwerksrolle eingetragen ist. Die Fortbildung und Spezialisierung zum Fensterhandwerker wird an privaten Bildungseinrichtungen weitervermittelt. Fensterhandwerker, die in Deutschland ihren Beruf ausüben möchten, können gemäß § 8 oder § 9 der Handwerksordnung eine unbefristete Ausnahmebewilligung durch die zuständige Handwerkskammer in einem zulassungspflichtigen Handwerk beantragen. Die Maßstäbe der Fensterrestaurierung der Fensterhandwerker wurde im Jahr 2011 von einer wissenschaftlichen Einrichtungen im Rahmen einer Studie aufgegriffen und zur Anwendung empfohlen.